# コンティンジェンシー理論
コンティンジェンシー理論（コンティンジェンシーりろん、英: Contingency theory）とは経営管理論における考え方の一つで、組織構造というものはどのような環境に置かれようと最適となるような形式が存在しないため、周囲の変化に応じて絶えず変化をさせつつ経営する必要があるという理論。これは組織内での人事においても当てはまる事柄であり、最適なリーダーシップのスタイルというものは存在しないため、人をうまくまとめるためには決められた方法を続けるのではなく、現状に応じてリーダーシップのスタイルを変化させるべきであるということである。
代表的な理論としては、
- バーンズ（英語版）、ストーカー (1961)
- サウスエセックス研究 (1965)
- 加護野忠男 (1980)

などがある。
どちらかと言えば組織を受動的にとらえており、次第に組織をより能動的にとらえた経営戦略論に成り代わられている。